# Herbert Kretzmer
Herbert Kretzmer (Kroonstad, 5 ottobre 1925 – Londra, 14 ottobre 2020) è stato un giornalista e paroliere sudafricano.

## Biografia
Nato nel Sudafrica iniziò la carriera facendo documentari e curando una rubrica sul cinema. Divenne presto giornalista per il Johannesburg Sunday Express. Si trasferì a Londra nella metà degli anni 50: qui venne assunto al London Daily Sketch dove gli vennero affidate le interviste a personaggi famosi tra i quali John Steinbeck, Truman Capote, Tennessee Williams, Sugar Ray Robinson, Louis Armstrong, Henry Miller, Cary Grant e Duke Ellington. Nel 1962 passò al Daily Express dove si occupò di recensione di prime; dal 1979 fino al 1987 si occupò di critica televisiva vincendo anche un premio come critico dell'anno (1980).
Era anche paroliere: nel 1960 vinse il premio Ivor Novello per il brano Goodness Gracious Me cantato da Sophia Loren e Peter Sellers. Ebbe premi anche per Yesterday When I Was Young (1969) e per l'hit She (disco d'oro del 1974), due brani scritti per Charles Aznavour.
Scrisse i testi dei musical "Can Hieronymus Merkin Ever Forget Mercy Humppe and Find True Happiness" poi film del 1969) di Anthony Newley, "Our Man Crichton" (1964) e per la commedia teatrale "I Quattro Moschettieri" (1969).
Nel 1985 gli vennero commissionati i testi della versione inglese de I Miserabili. Il musical che ne venne fatto, Les Misérables, per la regia di Alain Boublil e Claude-Michel Schönberg, debuttò l'8 ottobre 1985 nel West End londinese ed è tuttora rappresentato diventando il musical da più anni in attività. Grazie a esso Kretzmer vinse  il Tony Award nel 1987 e il Grammy Award nel 1988.
Nel 1998 ricevette l'onorificenza "Chevalier De L'Ordre Des Arts Et Des Lettres".
Nel 2008 scrisse i testi di un altro musical,  "Marguerite".
È morto nel 2020, all'età di novantacinque anni.